# Motoscafo Turismo Silurante
Die Motoscafo Turismo Silurante (M.T.S.) war ein in Kleinstserie produziertes Schnellboot der italienischen Marine, welches sich an seinen größeren Vorgängern, den konventionellen Schnellbooten des Typs M.S., orientierte. Das M.T.S. wurde so konzipiert, dass es von Schleppern oder Schnellbooten ins Zielgebiet, das außerhalb seiner Reichweite, die bei 90 sm lag, gebracht werden konnte. Dort angekommen, sollte es mit schnellen operativen Vorstößen feindliche Schiffe mittels zweier mitgeführter Torpedos angreifen und versenken.

## Entwicklungsgeschichte
Die Planungen zum M.T.S. begannen im Dezember 1939. Hintergrund dessen war die Forderung der italienischen Marineleitung, neben den bereits eingesetzten Kleinsprengbooten ein weiteres Kleinkampfmittel zu schaffen. Der dazu erlassene Forderungskatalog sah vor, dass das Kleinstboot als 2-Sitzer zu konzipieren war. Es sollte, bei geringer Ladung, schnell und mit zwei Torpedos ausrüstbar sein. Zudem waren Geschwindigkeit, Handbarkeit, Seetauglichkeit und Reichweite so zu wählen, dass das Kleinstboot derartige Blitzoperationen gegen fahrende und ankernde Seeziele erfolgreich durchführen konnte.
Mit dem Bau von vier derartigen Booten wurden im Dezember 1939 die Firmen Baglietto in Varazze (Bootskörper) und C.A.B.I. in Mailand (Motoren) beauftragt. Produktionsbedingte Verzögerungen beim Bau führten dazu, dass die Boote jedoch erst im Sommer 1940 geliefert werden konnten. Die Marineleitung, unterzog alle vier Schiffe, die die Bezeichnungen M.T.S. 1, M.T.S. 2, M.T.S. 3 und M.T.S. 4 erhielten, ausgiebigen und langwierigen Tests vor Porto Edda (Albanien) die sich bis 5. April 1941 dahinzogen. Danach war klar, dass das M.T.S. zwar die Kriterien erfüllt hatte, aber aufgrund seines kleinen stufenlosen V-Spannholzkörpers nur bedingt seetauglich war. Die Forderung nach einem verbesserten und größeren Nachfolger führte schließlich zur Entwicklung des Motoscafo Turismo Silurante Modificato.

## Kriegseinsatz
Unmittelbar nach der Erprobungsphase der vier Kleinstschnellboote wurde noch im April 1941 die beiden Boote M.T.S. 2 und M.T.S. 4 dem Operationsgebiet vor Porto Ebba (albanische Küste) zugeteilt. Noch in der Nacht vom 5. April 1941 wurden die ersten Seeziele ausgemacht. Doch wurden die Angreifer entdeckt und durch griechisches Abwehrfeuer beschädigt, so dass die Mission abgebrochen werden musste. Am 27. Juli 1941 erfolgte ein weiterer kombinierter Angriff aus Schnellbooten, SLCs, Sprengbooten und M.T.S. gegen den Hafen von Valletta auf Malta, die Operazione Malta Due. Diese Operation schlug jedoch fehl. Nur das beteiligte M.T.S. überlebte den Angriff und kehrte mit 11 Überlebenden zum Schnellboot Diana zurück, welches außerhalb der Kampfzone gewartet hatte und mit dem Kleinst-Schnellboot im Schlepp zurückkehrte. Weitere Einsätze und Verbleib der M.T.S. sind nicht bekannt. Es ist anzunehmen, dass sie ausgemustert und durch den Nachfolgetyp ersetzt wurden.

## Einsatzzweck
Das M.T.S. besaß als Primärwaffe zwei unter dem Bootskörper angebrachte 45-cm-Torpedos von 3,2 m Länge und mit einer Sprengladung von je 150 kg. Die Torpedos hatten eine Reichweite von 1000 Metern und eine Geschwindigkeit von 12 kn, was bedeutete, dass das Boot sehr nah an sein Ziel heranfahren musste. Der Steuermann brachte das Boot im Zielanlauf auf Höchstgeschwindigkeit, brachte sich in optimale Schussposition und machte die Torpedos los, um sodann hart zu wenden und davonzufahren. Aufgrund der leichten Bauweise aus Spantholz war das Boot für Abwehrfeuer sehr empfindlich.